# Jean-Claude Chupin
Pour les articles homonymes, voir Chupin.
Jean-Claude Chupin, né le 3 juillet 1943 à Cholet (Maine-et-Loire), est un homme politique français.

## Biographie
Tout d'abord membre de la Convention des institutions républicaines (CIR), il adhère au Parti socialiste après le congrès d'Épinay de 1971.
Chef de service à la mairie d'Angers, il fait partie des instances fédérales du PS de Maine-et-Loire. En 1986, il est candidat aux élections législatives en deuxième position sur la liste « Pour une majorité de progrès avec le président de la République » conduite par Ginette Leroux. Le 16 mars, cette dernière obtient 30,53 % des suffrages et les socialistes parviennent à décrocher deux sièges. Il fait alors son entrée au Palais Bourbon.
À l'Assemblée nationale, il siège au groupe socialiste et est membre de la commission de la production et des échanges.
En 1988, avec le retour du scrutin par circonscription, il se présente dans la première circonscription de Maine-et-Loire (Angers-Nord) et fait face notamment à Roselyne Bachelot, candidate RPR investie par l'Union du rassemblement et du centre (URC). Au premier tour, il recueille 38,56 % des voix (contre 49,04 % pour la candidate URC) et au second, il est nettement battu, obtenant seulement 44,22 %.
Premier secrétaire fédéral du PS de Maine-et-Loire de 1992 à 1994, il est candidat la même année dans le canton d'Angers-Centre mais il est défait dès le premier tour.
Il est par ailleurs maire de Montreuil-sur-Loir et président de la communauté de communes du Loir jusqu'en 2014, année où il se retire de la vie politique.

## Détail des fonctions et des mandats
Mandat parlementaire
- 2 avril 1986 - 14 mai 1988 : député de Maine-et-Loire

Mandats locaux
- 2001 - 2014 : maire de Montreuil-sur-Loir
- 2008 - 26 avril 2014 : président de la communauté de communes du Loir